# (E,E)-2,4-Nonadienal
(E,E)-2,4-Nonadienal ist eine chemische Verbindung aus der Gruppe der aliphatischen ungesättigten Aldehyde. Es kommt natürlich als aromagebende Verbindung in verschiedenen Lebensmitteln vor und wird auch als Aromastoff in der Lebensmittelindustrie verwendet.

## Vorkommen

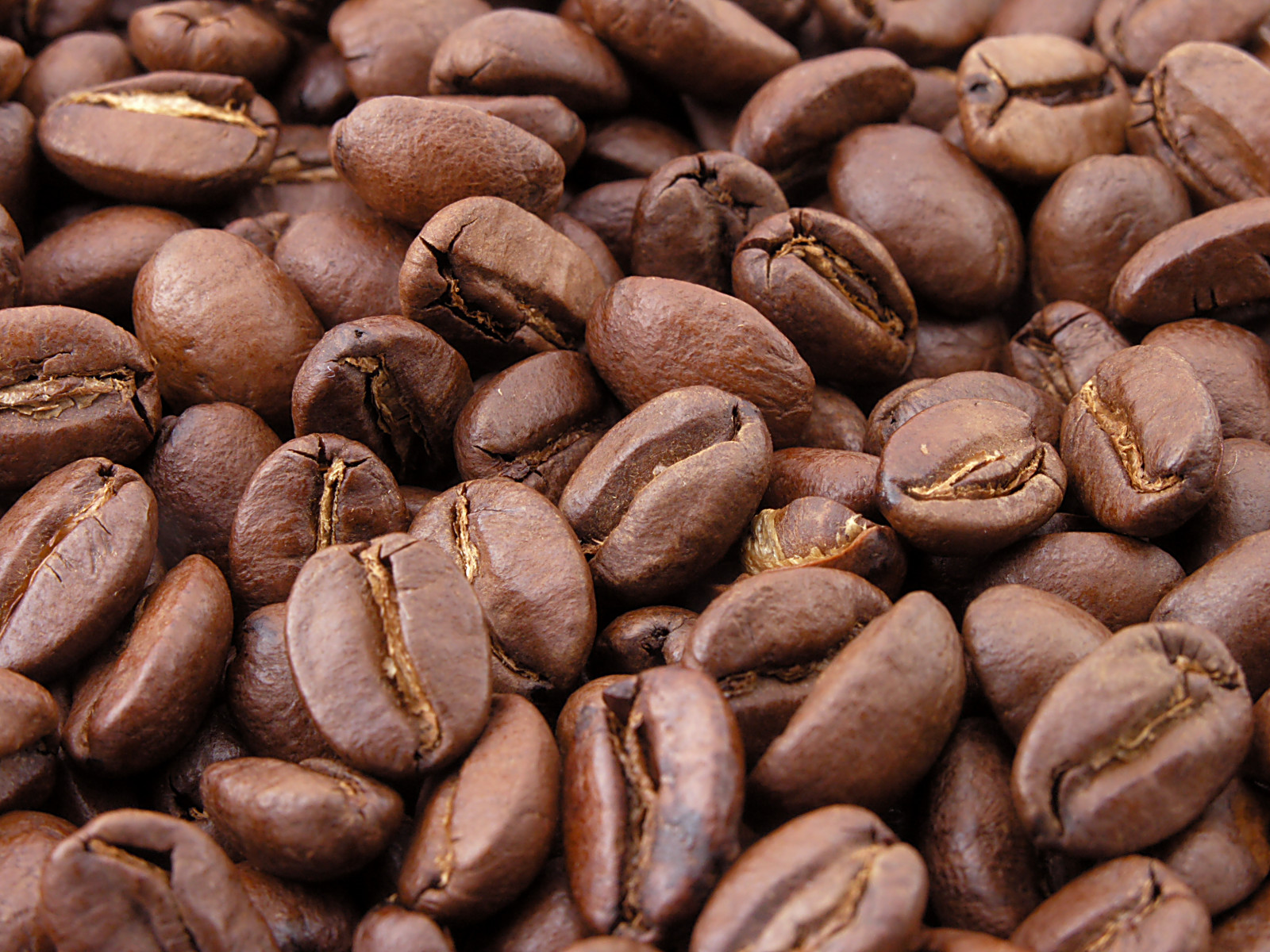
(E,E)-2,4-Nonadienal ist eine Aromakomponente in geröstetem Kaffee.

(E,E)-2,4-Nonadienal kommt in Tabak und Tabakrauch vor und wurde in den Aromen von Guaven, Melonen, Hühnerfleisch und geröstetem Kaffee nachgewiesen.

## Gewinnung und Darstellung
(E,E)-2,4-Nonadienal kann aus 2,4-Nonadien-1-ol gewonnen werden.

## Eigenschaften
(E,E)-2,4-Nonadienal ist eine gelbliche bis orange klare Flüssigkeit, die praktisch unlöslich in Wasser ist.

## Verwendung
(E,E)-2,4-Nonadienal wird als Aromastoff (zum Beispiel in Fleisch- und Käseprodukten) verwendet. In der EU ist es unter der FL-Nummer 05.194 als Aromastoff mit unterschiedlichen Höchstmengen für verschiedene Lebensmittel zugelassen. In dieser Verwendung darf es als Nebenkomponenten 2,4-Nonadien-1-ol und 2-Nonen-1-ol enthalten.

## Externe Links zu erwähnten Verbindungen
1. ↑  Externe Identifikatoren von bzw. Datenbank-Links zu 2,4-Nonadien-1-ol:  CAS-Nr.: 62488-56-6, EG-Nr.: 263-571-7, ECHA-InfoCard: 100.057.774, PubChem: 112492, ChemSpider: 4516734, Wikidata: Q72496529.